# Dilili in Paris
Dilili in Paris ist ein abendfüllender französischer Computeranimationsfilm von Michel Ocelot aus dem Jahr 2018. Er erhielt als bester Trickfilm des Jahrgangs einen César. Er handelt in märchenhafter Form von der Befreiung der Frauen aus der Sklaverei durch Männer (symbolisiert durch eine Verbrecherbande; die Frauen werden im Film, um sie als Opfer kenntlich zu machen, in einer Art Tschador (gesichtslos) gefangen gehalten und sollen im Untergrund zur Unterwürfigkeit  „umerzogen“ werden). Auch die abzulehnende Diskriminierung aufgrund der regionalen Herkunft wird immer wieder mit einem Augenzwinkern von der Hauptfigur thematisiert. Die Handlung spielt ohne ein konkretes Jahr zu nennen im Paris der Belle Époque. Beachtlich ist die Vielfalt der eingearbeiteten grafischen Reize.

## Handlung
Ein kleines Mädchen, Dilili, kommt mit der Gruppe einer Völkerschau aus der Übersee-Kolonie Neukaledonien (französisch Nouvelle-Calédonie) nach Paris. Dilili hat ein Elternpaar aus dem „Mutterland“ und seiner Kolonie. Sie gilt dort als „Französin“ und in Frankreich als „Kanakin“ (beide Begriffe auch als Schimpfname gebraucht). Erzogen wurde sie dort u. a. von Louise Michel, einer Anarchistin und Teilnehmerin der Kämpfe der Commune.

Foto eines Luftschiffs von Santos-Dumont um 1900 (No. 9 „La Baladeuse“)

Nachdem ihr Engagement in der Schau beendet ist, will Dilili Paris, seine Bevölkerung und deren Gebräuche kennenlernen. In dieser Zeit geschehen in Paris durch eine Männerbande, genannt „Die Herren der Welt“, eine Vielzahl von Verbrechen. Aufsehen erregt die Entführung von kleinen Mädchen. Unterstützt wird sie dabei von dem Fahrradkurier Orel, der ein Lastendreirad benutzt.

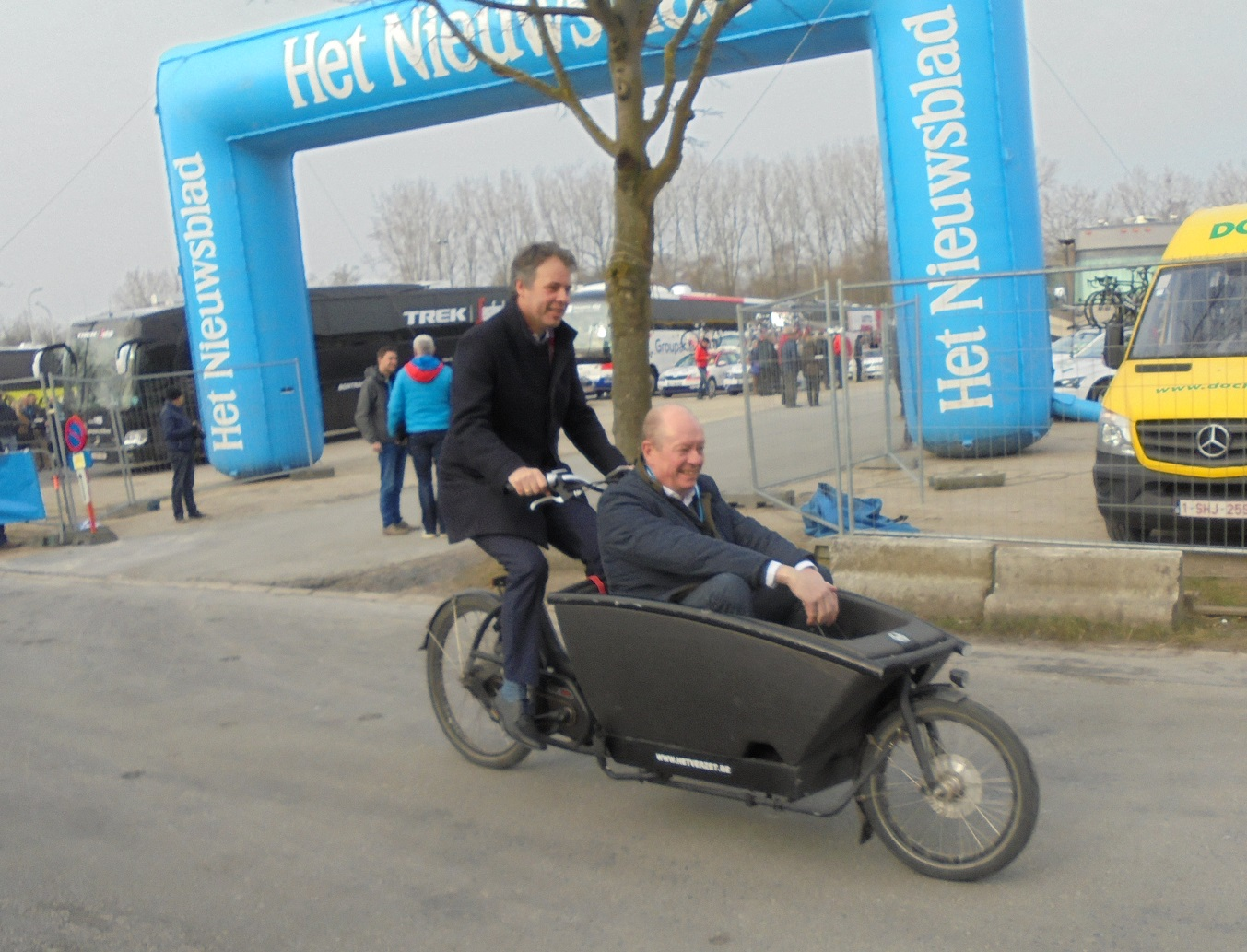
Ähnlich wie hier geht’s im Film durch ganz Paris

Dilili möchte diese Mädchen befreien und gewinnt dafür die Unterstützung fast aller Berühmtheiten dieser Epoche. Darunter sind berühmte Maler, Forscherinnen, Schriftsteller, Bühnen-Darstellerinnen, Bildhauer und Politiker; zum Beispiel werden im Film skizziert: Marie Curie, Henri de Toulouse-Lautrec, Amedeo Modigliani, Pablo Picasso, Claude Monet, Le Douanier Rousseau, Auguste Renoir, Louis Pasteur, Gustave Eiffel, Erik Satie, Claude Debussy, Emma Calvé, Colette, Aristide Briand, Edward (Prince of Wales), Marcel Proust, der Clown Chocolat, die Brüder Auguste und Louis Lumière, Auguste Rodin und Camille Claudel. Mit Hilfe eines von Ferdinand Graf Zeppelin (dem einzigen deutschen Namen in der Filmhandlung) konstruierten Luftschiffs des brasilianisch-franz. Erfinders Alberto Santos-Dumont gelingt das schließlich und endet mit einem Konzert der Emma Calvé für die Eltern, ihre befreiten Kinder und die im Film auftretenden Berühmtheiten der Epoche am Eiffelturm.